# グリーシャン・グレイハウンド

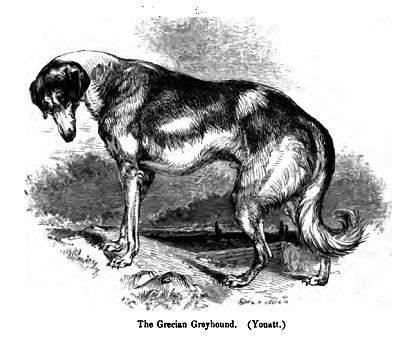
The Dog in Health and Diseaseに掲載されたグリーシャン・グレイハウンドの絵

グリーシャン・グレイハウンド（英: Grecian Greyhound）は、イギリスの著述家、ジョン・ヘンリー・ウォルシュ（John Henry Walsh）がその著作The Dog in Health and Disease（1859年）の中で紹介しているギリシャ原産のグレイハウンドである。
ウォルシュはその中で、イギリスのグレイハウンドよりやや小さく、毛は長めでわずかにウェーブがかり、尾に飾り毛があるイヌと紹介し、クセノポンの著述に出てくるイヌの子孫と推測している。ここにイギリスのグレイハウンドより小型と書かれていることから、デズモンド・モリスは、グリーク・グレイハウンドとも呼ばれる、グリーク・サルーキとは別の犬種であろうと推測している。